# Japiim

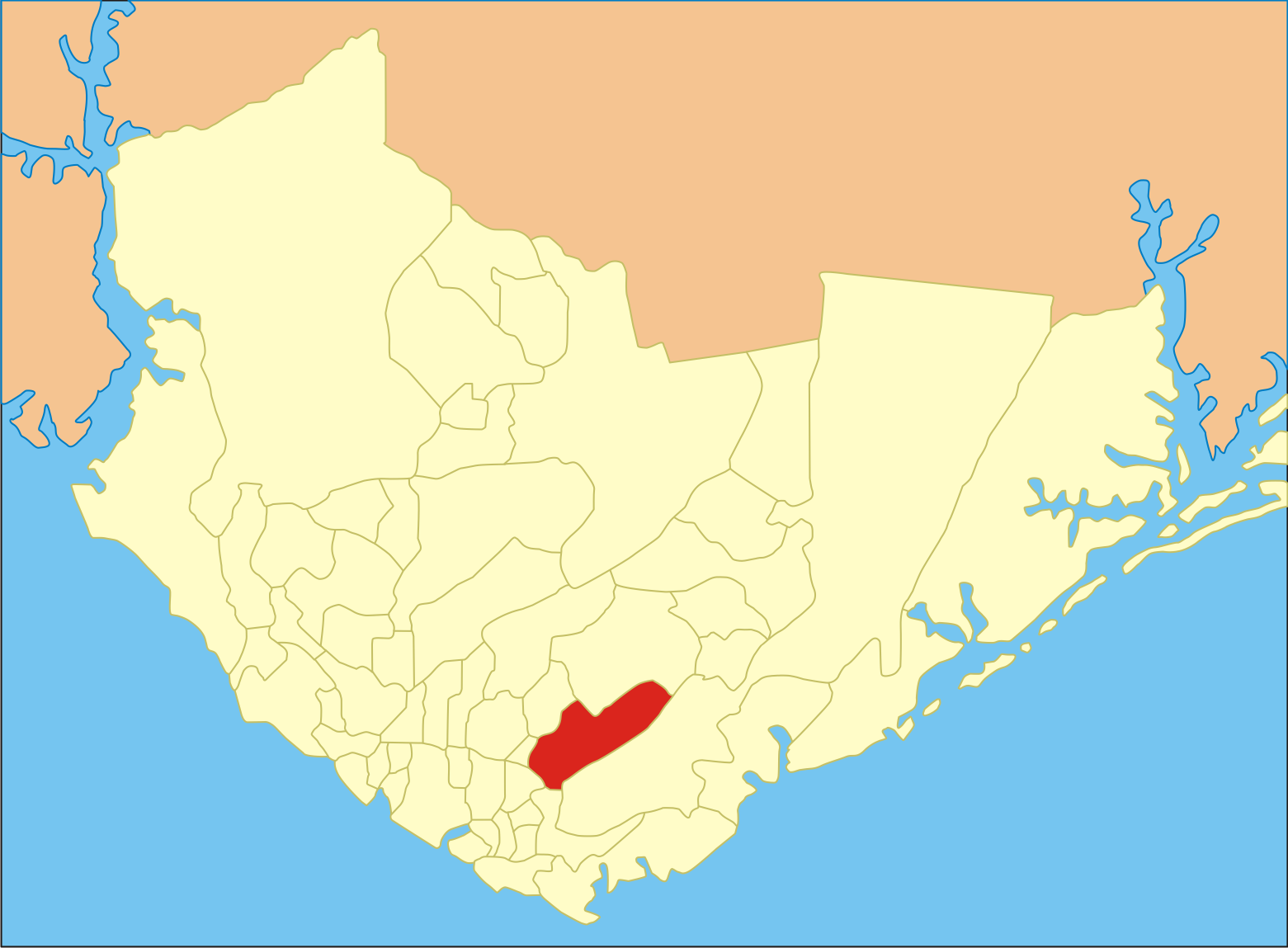
Localização do bairro Japiim em Manaus.

Japiim é um bairro do município brasileiro de Manaus, capital do estado do Amazonas. Localiza-se na Zona Sul da cidade. De acordo com o censo do Instituto Brasileiro de Geografia e Estatística (IBGE), sua população era de 53 370 habitantes em 2010.

## Locais importantes
O Japiim está localizado na Zona Sul, da cidade de Manaus, no estado do Amazonas, e faz limites com os bairros do Coroado, Petrópolis, Raiz, São Francisco e Distrito Industrial. Sua população estimada é de aproximadamente 58.616 habitantes, que vivem numa área de 420.00 hectares.
No bairro do Japiim, encontra-se diversos estabelecimentos comerciais e órgãos públicos importantes para o desenvolvimento da capital amazonense. Dentre eles pode-se destacar a Secretaria de Estado de Educação (SEDUC) e o Studio 5 Shopping Center, além das atividades econômicas desenvolvidas por oficinas de consertos de carros, borracharias, locadoras de veículos, panificadoras, confeitarias, sorveterias, lanchonetes, drogarias, academia de ginástica, lojas de materiais de construção, feira coberta, igrejas católicas e evangélicas, pet shop e clínica veterinária, Associação de Alcoólicos Anônimos, jornal, indústrias, fábricas, cinemas, postos de gasolina, estação de rádio etc. Desse modo, o bairro do Japiim demonstra atender à demanda comercial dos moradores, além de suprir as necessidades dos bairros próximos. 

### Japiim II
O Japiim II tem hoje uma função estratégica na ligação com o Distrito Industrial, um bairro pacato, tranquilo cujo moradores na grande maioria se conhecem, com um cotidiano tranquilo, salvo a avenida Penetração II ou Fabio Lucena, que na hora do rush fica tomada por ônibus que conduzem os operários de várias fábricas vizinhas ao bairro.
Além de fazer uma ponte de acesso do centro a outras localidades de Manaus, Japiim ainda é vizinho de uma das mais importantes universidades do Brasil, reconhecida como primeira - Universidade Federal do Amazonas UFAM - suas terras confundem-se ao do bairro do Japiim.

### Desenvolvimento
A aproximação do bairro Japiim com o Distrito Industrial fizera com que o bairro se desenvolvesse muito nos últimos anos. No começo de 1971, o Japiim, apesar de ser um bairro planejado, era isolado dos demais bairros e considerado um bairro de baixa renda. Atualmente, a Prefeitura de Manaus destaca o Japiim como o principal e mais populoso bairro da Zona Sul e de grande importância para a economia da capital amazonense, pois no bairro localizam-se grandes áreas comerciais e prédios importantes, como a SEDUC, o Shopping Studio 5 Festival Mall Manaus, AmazonPrint, Makro Atacadista, Hipermercado DB e Baratão da Carne.
Dados do bairro
- População: 52.362 habitantes.[3]

## Transportes
Japiim é servido pela empresa de ônibus Via Verde Transportes Coletivos, com as linhas 611, 612 e 614.